# سوسک‌های مرگ
سوسک‌های مرگ (نام علمی: Anobiidae) نام یک تیره از بالاخانواده مته‌سوسک‌واران است.